# Serra de Bassiets
La Serra de Bassiets és una serra situada al municipi d'Alins a la comarca del (Pallars Sobirà), amb una elevació màxima de 2.763 metres.